# Герб Вознесенівки
Герб Вознесенівки — офіційний символ міста обласного значення Вознесенівка, підпорядкованого Свердловській міській раді Луганської області.

## Опис
У верхній частині щита зображено фабрику та терикони, що символізують промисловий розвиток міста. Нижче червоними літерами зазначено назву міста.